# La France (luchtschip)

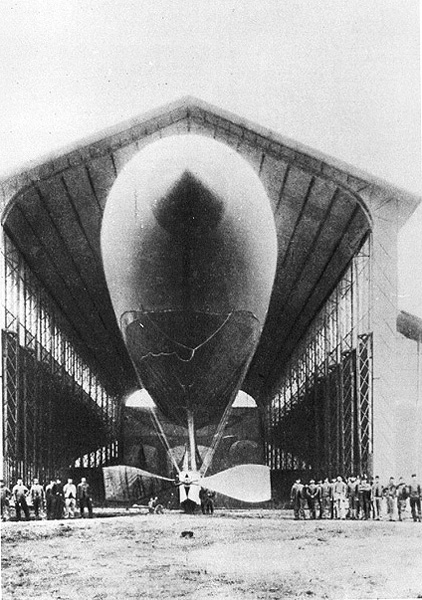
De 1884 La France, het eerste volledig stuurbare luchtschip

De La France was het eerste volledig stuurbare luchtschip.
Charles Renard en kapitein Arthur C. Krebs ontwierpen na de gebroeders Tissandier een luchtschip dat zij La France noemden. Op de ballon paste men als eerste een soort van stroomlijn toe. Zij gebruikten evenals de gebroeders Tissandier een elektromotor van ongeveer 8½ pk, die in combinatie met een grote trekpropeller 15 omwentelingen per minuut maakte. Bij de eerste vlucht, op 9 augustus 1884, behaalden zij een snelheid van 21 km/u, maar wat nog belangrijker was, is dat het schip kon worden bestuurd. Later op dat jaar werden nog zes andere vluchten gemaakt, en daarmee was eindelijk bewezen dat een luchtschip kon worden bestuurd. De vliegtijd van de gebruikte elektromotor was echter te beperkt om het luchtschip voor praktische doeleinden te kunnen gebruiken.

## Hangar

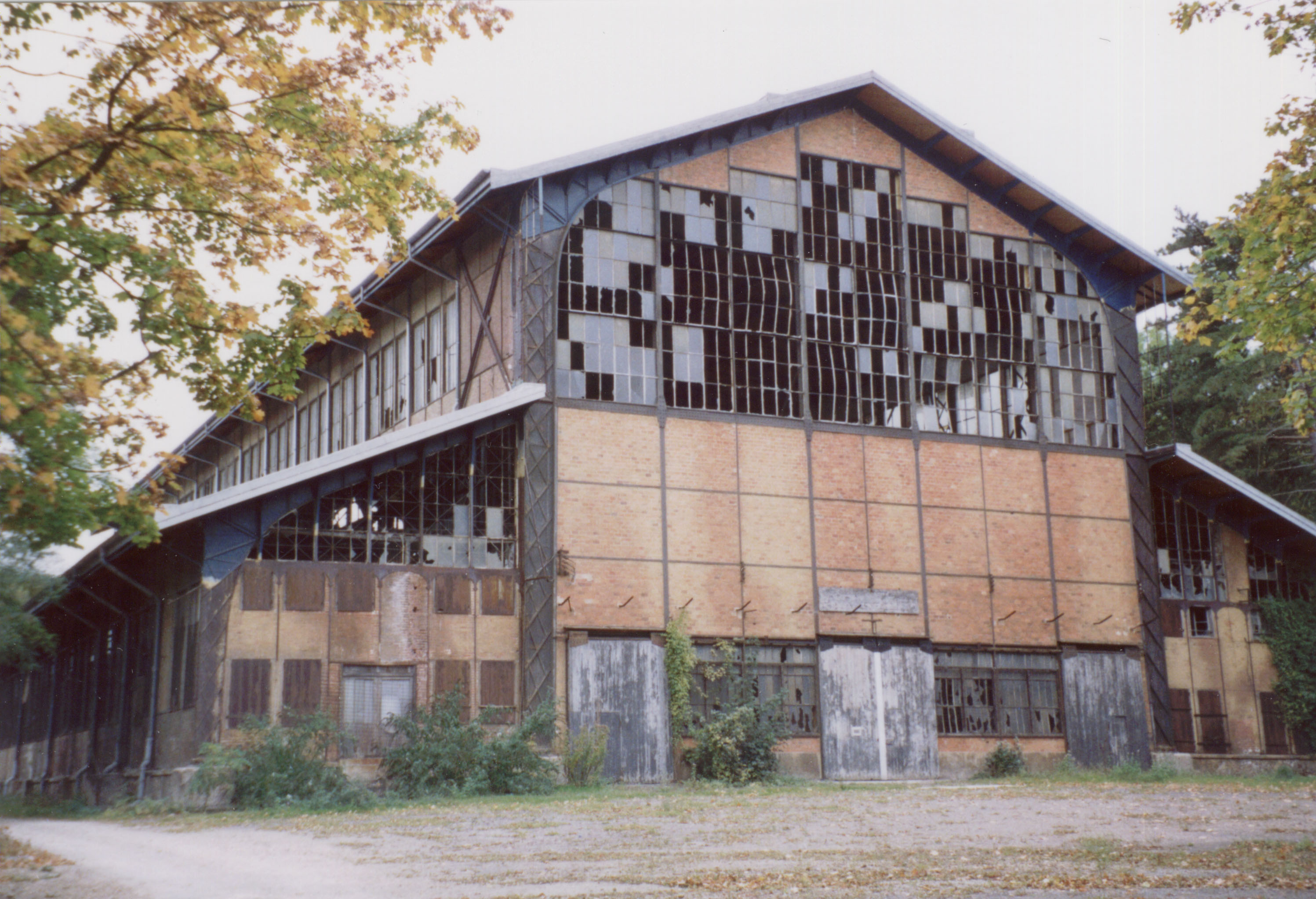
Hangar Y, Chalais Meudon in de omgeving van Parijs, Frankrijk 2002

De hangar werd gebouwd onder de naam Hangar “Y” in Chalais Meudon in de omgeving van Parijs in 1879 en werd gebruikt om de La France te bouwen.
Hangar “Y” is een van de laatste overgebleven hangars voor zeppelins in Europa.